# 邵士標
邵士標（？—？），山東兗州府濟寧州人，清朝政治人物。

## 生平
崇禎十五年（1642年），山東鄉試中舉。崇禎十六年（1643年）聯捷癸未科會試，未殿試。
明亡仕清。順治三年（1646年），登進士，授河间府推官。順治九年，升任山西道试监察御史。